# Falkner
Falkner – miasto w Stanach Zjednoczonych, w stanie Missisipi, w hrabstwie Tippah.